# Gösta von Platen (1882–1966)
David Julius Gustaf (Gösta) von Platen, född 6 mars 1882 i Källna församling, Kristianstads län, död 9 januari 1966 i Malmö S:t Johannes församling, var en svensk militär och kommunalpolitiker (höger). 
Efter studentexamen i Lund 1900 och officersexamen 1903 genomgick von Platen Gymnastiska centralinstitutet 1908–1910 och Infanteriskjutskolan. Han blev underlöjtnant vid Kronprinsens husarregemente 1903, löjtnant 1907 och ryttmästare 1918. von Platen erhöll avsked 1932 och tillhörde kavalleriets reserv till 1947.  Han blev riddare av Svärdsorden 1924, av Vasaorden 1937.
von Platen var ledamot av Malmö stadsfullmäktige 1920–1924 och 1930–1938, vice ordförande i styrelsen för Malmö stads spårvägar 1933–1947 samt ledamot av styrelsen för Malmö museum. Han var vidare vice ordförande i styrelsen för Skånska brandförsäkringsinrättningen, styrelseledamot i AB Tretorn, revisor i Skandinaviska Banken och verkställande direktör i AB Hippodromen.